# Alexin
Alexin (russisch Але́ксин) ist eine russische Stadt in der Oblast Tula in Zentralrussland, rund 130 km südlich von Moskau. Sie hat 61.732 Einwohner (Stand 14. Oktober 2010).

## Geschichte
Alexin wurde 1236 als Holzfestung auf dem linken Ufer der Oka gegründet, wahrscheinlich von den Einwohnern der von den Mongolen besiegten Siedlungen des Fürstentums Tschernigow. Der Legende nach wurde der Name Alexin 1298 von dem Moskauer Fürsten Daniel Alexandrowitsch nach seinem Sohn Alexander vergeben.
Im Jahr 1348 brannten die Mongolen die Stadt nieder und kehrten mit großer Beute für die Horde zurück. Die Stadt wurde wieder aufgebaut, allerdings am rechten Ufer der Oka, an der Stelle einer alten Siedlung.
Ab 1396 lag Alexin an der Grenze zum Großherzogtum Litauen.
1472 spielte Alexin eine wichtige Rolle während des Feldzugs der Großen Horde unter Khan Ahmat gegen Russland. Die Stadt wurde in der Schlacht von Alexin belagert und die Bewohner leisteten zwei Tage lang erbitterten Widerstand.
Chronisten, die die Schlacht um Alexin beschrieben, stellten den Heldenmut der Bürger fest:
„…Bürger verteidigten sich tapfer und viele Tataren starben. Bald jedoch gab es nichts mehr zu verteidigen, es war weder ein Pfeil noch ein Speer übrig“, schreibt der Historiker S. M. Solowjew.
Am 30. Juli wurde die Stadt von den Tataren niedergebrannt, aber die Zeit, die für die Einnahme von Alexin aufgewendet wurde, hatten die Russen genutzt, um Truppen zur Verteidigung Moskaus zusammenzuziehen. Die Oka-Linie wurde von den russischen Regimentern besetzt, und der Khan ging nicht das Risiko einer entscheidenden Schlacht ein. Zum ersten Mal in der Geschichte des tatarisch-mongolischen Jochs kehrte der Khan zur Horde zurück, ohne es zu wagen, mit der russischen Armee zu kämpfen – und Alexin hatte seinen festen Platz in der russischen Geschichte erobert.
Nach der Zerstörung wurde die Stadt auf die zwei Kilometer flussabwärts gelegene Halbinsel verlegt, die von den Steilufern der Oka und ihres Nebenflusses Mordowka begrenzt wird.
Nach den Ereignissen von 1472 blieb Alexin während des 15. und 16. Jahrhunderts ein wichtiger Vorposten eines Verteidigungssystems, das entlang des Flusses Oka von Kolomna bis Kaluga geschaffen wurde, um mongolische Überfälle abzuwehren.
Im Jahre 1566 ging Alexin in den persönlichen Besitz Iwans IV. des Schrecklichen über, wodurch sie als einzige Stadt am rechten Ufer der Oka zur Opritschnina gehörte.
1606 war Alexin ein Schauplatz des Bolotnikow-Aufstands.
Nach einem großen Brand wurde Alexin 1656–1658 wieder aufgebaut. Zu dieser Zeit hatte Alexin nur etwa 450 Einwohner.
Im Jahre 1729 wurde unweit von Alexin am gegenüberliegenden Oka-Ufer an der Mündung des Flusses Myschega ein Eisenhüttenwerk errichtet. Dieses Werk wurde in der ersten Hälfte des 19. Jh. als Figurengießerei bekannt; hier wurden zum Beispiel die Umzäunung und das Tor des Alexandergartens am Moskauer Kreml und Ornamente des Triumphbogens in Moskau hergestellt.
In der Folge wurde Alexin zu einem wichtigen Binnenhafen und zum Beschaffungslager (z. B. für Holz und Getreide) für Tula und die dortigen Waffenfabriken.
1768 wurde fast ganz Alexin durch einen Brand vernichtet.
Seit 1708 gehörte Alexin zur Provinz Moskau, ab 1719 zur Provinz Tula. 1777 erhielt es den Status einer Kreisstadt in der Provinz Tula (ab 1796 Gouvernement Tula).
1856 gab es in Alexin 5 Kirchen, 274 Häuser und 45 Geschäfte sowie mehrere kleine Leder-, Talg- und Ziegelfabriken.
Der Rückgang des Flusshandels sorgte später für einen Niedergang der Stadt. Seit der Oktoberrevolution ist sie aber ein bedeutendes Industriezentrum mit Chemie-, Maschinenbau- und anderer Industrie. In der Umgebung der Stadt wird vor allem Landwirtschaft betrieben.
In Alexin bestand das Kriegsgefangenenlager 53 für deutsche Kriegsgefangene des Zweiten Weltkriegs. Es wurde später von der Lagerverwaltung 323 in Tula übernommen. Weiterhin bestand hier das Kriegsgefangenenhospital 5384 für schwer Erkrankte.
Am 12. Juli 1958 wurden die Ortschaften Myschega, Petrowski (Siedlungen städtischen Typs seit 1932) und Wyssokoje (Siedlung städtischen Typs seit 1938) eingemeindet, letztere bereits seit den 1930er-Jahren größer als die alte Stadt.

### Bevölkerungsentwicklung
| Jahr | Einwohner | Anmerkung                                                                                |
| ---- | --------- | ---------------------------------------------------------------------------------------- |
| 1897 | 3.465     |                                                                                          |
| 1939 | 21.722    | davon Stadt Alexin 6.527, Siedlungen Myschega 2.585, Petrowski 3.145 und Wyssokoje 9.465 |
| 1959 | 46.313    |                                                                                          |
| 1970 | 61.417    |                                                                                          |
| 1979 | 67.219    |                                                                                          |
| 1989 | 74.274    |                                                                                          |
| 2002 | 68.156    |                                                                                          |
| 2010 | 61.732    |                                                                                          |

Anmerkung: Volkszählungsdaten

## Sehenswürdigkeiten
Die Altstadt von Alexin wurde 1769 am rechten Ufer der Oka als Planstadt mit rechtwinkligen geraden Straßen angelegt. Mit vielen Gebäuden aus dem 17. bis 19. Jahrhundert hat sie den Charakter einer russischen Provinzstadt bis heute bewahrt. Es gibt noch eine Reihe traditioneller Häuser mit ein oder zwei Stockwerken, die mit Holzschnitzereien verziert sind.
In der Altstadt befindet sich die barocke St.-Nikolaus-Kirche (erbaut 1787–89) und daneben das klassizistische Handelshaus der Familie Maslow, erbaut zur Wende vom 18. zum 19. Jahrhundert, in dem heute das Heimatmuseum untergebracht ist.
Auf dem Sobornaja-Hügel, dem Gelände der ehemaligen Festung, liegt das Ensemble der Mariä-Entschlafens-Kathedralen. Die alte Kathedrale wurde 1688 als erstes Steingebäude in Alexin errichtet. Im Laufe der Zeit wurde sie immer baufälliger, so dass 1806 ihr Glockenturm abgebaut werden musste. Aus den Steinen des Turms wurde 1807–1813 die neue Kathedrale gebaut. Sie wurde vom Kaufmann Iwan Maslow gestiftet. Zu Beginn des 21. Jahrhunderts wurden beide Kirchen grundlegend renoviert.

## Verkehr
Die nächste Fernstraße ist die durch die Oblast Tula verlaufende M2 von Moskau nach Belgorod. Außerdem hat Alexin einen Bahnhof an einer nicht elektrifizierten Nebenstrecke von Tula nach Kaluga, die von Schienenbussen befahren wird.

## Städtepartnerschaften
- Jelabuga, Russland
- Dserschinski, Russland
- Veľký Krtíš, Slowakei
- Dimitrowgrad, Russland
- Malojaroslawez, Russland
- Sussaninski rajon, Oblast Kostroma, Russland
- Tschussowoi, Russland
- Salihorsk, Weißrussland
- Serpuchow, Russland
- Tivat, Montenegro

## Persönlichkeiten
- Marcel Pourbaix (1904–1998), belgischer Chemiker, in Myschega (heute zu Alexin) geboren
- Sergei Stetschkin (1920–1995), Mathematiker, in Alexin aufgewachsen
- Igor Stetschkin (1922–2001), Waffenkonstrukteur in Tula, in Alexin geboren
- Sergei Schelanow (* 1957), Leichtathlet, in Alexin geboren
- Pawel Gerassimow (* 1979), Leichtathlet in Alexin geboren
- Wladislaw Pantelejew (* 1996), Fußballspieler, in Alexin geboren